# Побег (фильм, 1975)
«Побег» (англ. Breakout) — американский кинофильм 1975 года.

## Сюжет
Бесстрашный лётчик Ник Колтон берётся за непростую задачу — организовать побег из мексиканской тюрьмы американца Джея Вагнера. Жена Вагнера наняла Колтона за 50 тысяч долларов. Это её единственный шанс спасти мужа, осуждённого на 28 лет тюремного заключения за преступление, которого он не совершал. Операция по спасению заключённого представляется практически невыполнимой даже для хорошо подготовленных и вооружённых спецгрупп. Ник Колтон справляется с задачей в одиночку.

## В ролях
- Чарльз Бронсон — Ник Колтон
- Роберт Дюваль — Джей Вагнер
- Джилл Айрленд — Энн Вагнер
- Джон Хьюстон — Харрис Вагнер
- Рэнди Куэйд — Хок Хокинс
- Шири Норт — Мирна
- Алехандро Рей — Санчес
- Эмилио Фернандес — Джей Ви
- Пол Манти — Кейбл
- Алан Винт — Харве
- Рой Дженсон — Спенсер